# Željko Borovčić Kurir
Željko Borovčić Kurir (Split, 1. travnja 1931. – ?, 19. siječnja 2024.) bio je hrvatski nogometaš i nogometni sudac. Bio je drugi najstariji živući prvotimac splitskog Hajduka, prvi nakon Tonća Baranovića.

## Karijera

### Igračka karijera
Nekadašnji je Hajdukov igrač iz pedesetih godina 20. stoljeća. Za Bile je odigrao 37 utakmica. Željko nije bio tako uspješan kao njegov prethodnik Mihovil. Za Bile je odigrao 17 prvenstvenih i 19 prijateljskih utakmica, sve bez golova.
Statistika u Hajduku
| Natjecanje        | Nastupi | Zgoditci |
| ----------------- | ------- | -------- |
| Prvenstvo         | 17      | 0        |
| Kup               | 1       | 0        |
| Superkup          | 0       | 0        |
| Međunarodne       | 0       | 0        |
| Splitski podsavez | 0       | 0        |
| Ukupno            | 18      | 0        |
| Prijateljske      | 19      | 0        |
| Sveukupno         | 37      | 0        |

Njegov prvi službeni nastup bila je utakmica šesnaestine finala Kupa Jugoslavije 1952. godine. Utakmica se odigrala u Splitu 24. kolovoza protiv Lokomotive koju su dobili s 4:2. Čak tri gola postigao je tada Juričko i jedan F. Matošić, dok je na vratima bio legendarni Beara.
Osim za Hajduk igrao je za RNK Split i Jugovinil Kaštel Gomilica.

### Sudačka karijera
Nakon igračke karijere polaže sudački tečaj. Sudio je Republičku ligu, a nakon što postaje savezni sudac sudi i drugu i prvu jugoslavensku ligu. Suđenjem se bavio do 1978. godine.